# Cizeta
Cizeta est une marque automobile italienne qui, à la fin des années 1980, a conçu la Cizeta-Moroder V16T, une supercar à moteur central arrière de 520 ch.

## Historique

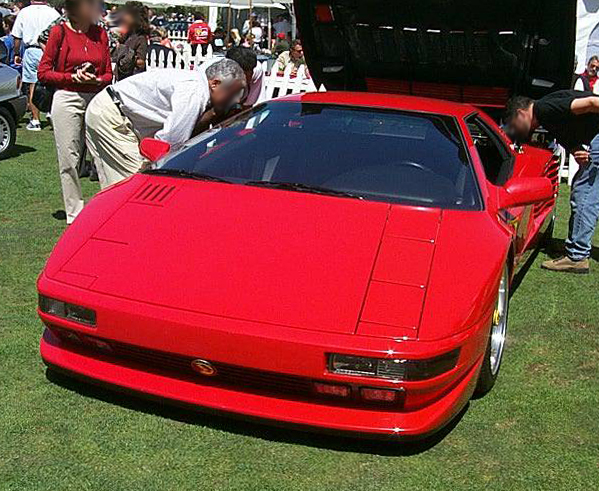
Une Cizeta V16T en 2001.

Le nom « Cizeta » correspond à la prononciation italienne des initiales du fondateur de la marque, Claudio Zampolli. Celui-ci arrive aux États-Unis en 1973, sa mission est de réorganiser le réseau Lamborghini outre-Atlantique. Une fois sa mission acquittée, il a le projet secret de concevoir une voiture d'exception capable de faire mieux que la Lamborghini Countach. Ses connaissances avec le personnel Lamborghini lui seront précieuses pour la réussite, ou tout du moins l'aboutissement de son projet. Son cahier des charges reprend en quelque sorte celui de la Countach mais en le magnifiant et l'actualisant. Dans son esprit, son futur modèle devra notamment profiter d'une finition très luxueuse, plus en rapport avec les prix pratiqués dans ce segment. Sa vision du segment du très haut de gamme lui vient de son expérience en tant que l'un des fournisseurs des stars du show-bizz en voitures de sport et de luxe car son échoppe était alors sise sur Hollywood Boulevard à Los Angeles. C'est durant cette période qu'il va se lier avec Giorgio Moroder, lequel est client Lamborghini. Moroder est un musicien célèbre qui a réalisé des musiques de films comme Midnight Express, Scarface ou Top Gun, et a composé des musiques de chansons pour Donna Summer et bien d'autres. Leurs origines italiennes et leur passion commune pour les belles mécaniques vont entraîner les deux hommes dans le projet de Claudio Zampolli.
C'est vers un moteur V16 que Zampolli jette son dévolu pour propulser sa supercar. La ressemblance du véhicule avec une Lamborghini Diablo s'explique par le fait que les deux voitures partagent le même designer, Marcello Gandini.
La production de la Cizeta V16T s'est faite de 1991 à 1995 Au total, huit modèles (dont un prototype) ont été produits. Puis de 1999 à 2003, trois modèles ont encore été produits, comme le roadster. Aujourd'hui, la marque Cizeta existe toujours en Californie, sous le nom « Cizeta USA ».
Depuis le premier modèle, la puissance du V16 est passée à 560 ch.
Claudio Zampolli tentera de relancer la voiture plusieurs fois, mais il finira par renoncer en 2018 puisque personne ne sera intéressé pour acheter une Cizeta V16T. 
Il finira par décéder en 2021 à l'âge de 82 ans.